# Ophryosporus paradoxus
Ophryosporus paradoxus là một loài thực vật có hoa trong họ Cúc. Loài này được (Hook. & Arn.) Benth. & Hook. ex Hook.f. & B.D.Jacks. mô tả khoa học đầu tiên năm 1895.